# Creve Coeur Lake Memorial Park
Le Creve Coeur Lake Memorial Park (aussi appelé Creve Coeur County Park) est un parc de 8,68 km2 situé dans les environs de Saint-Louis (Missouri) dans la ville de Maryland Heights.
On trouve notamment dans le parc le Creve Coeur Lake, un bras mort du Mississippi. Le lac a accueilli les épreuves d'aviron lors des Jeux olympiques de 1904 organisés à Saint-Louis. On y trouve un faune riche, notamment composée de Grande Aigrette et de Bihoreau gris.

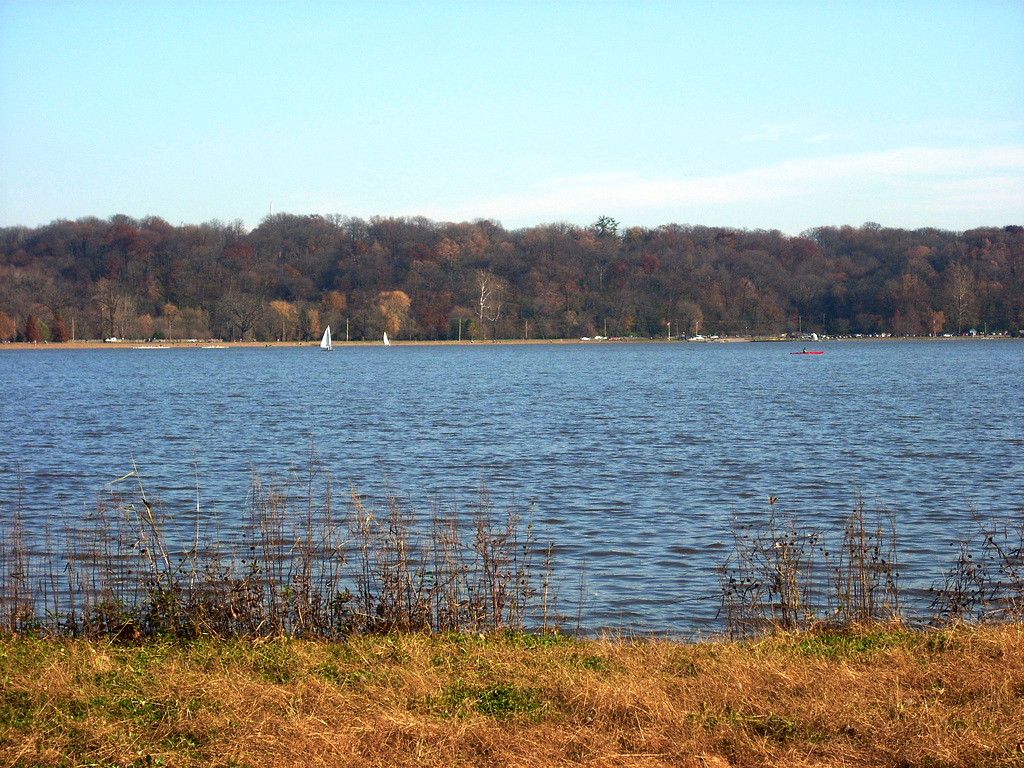
Vue du Creve Coeur Lake.
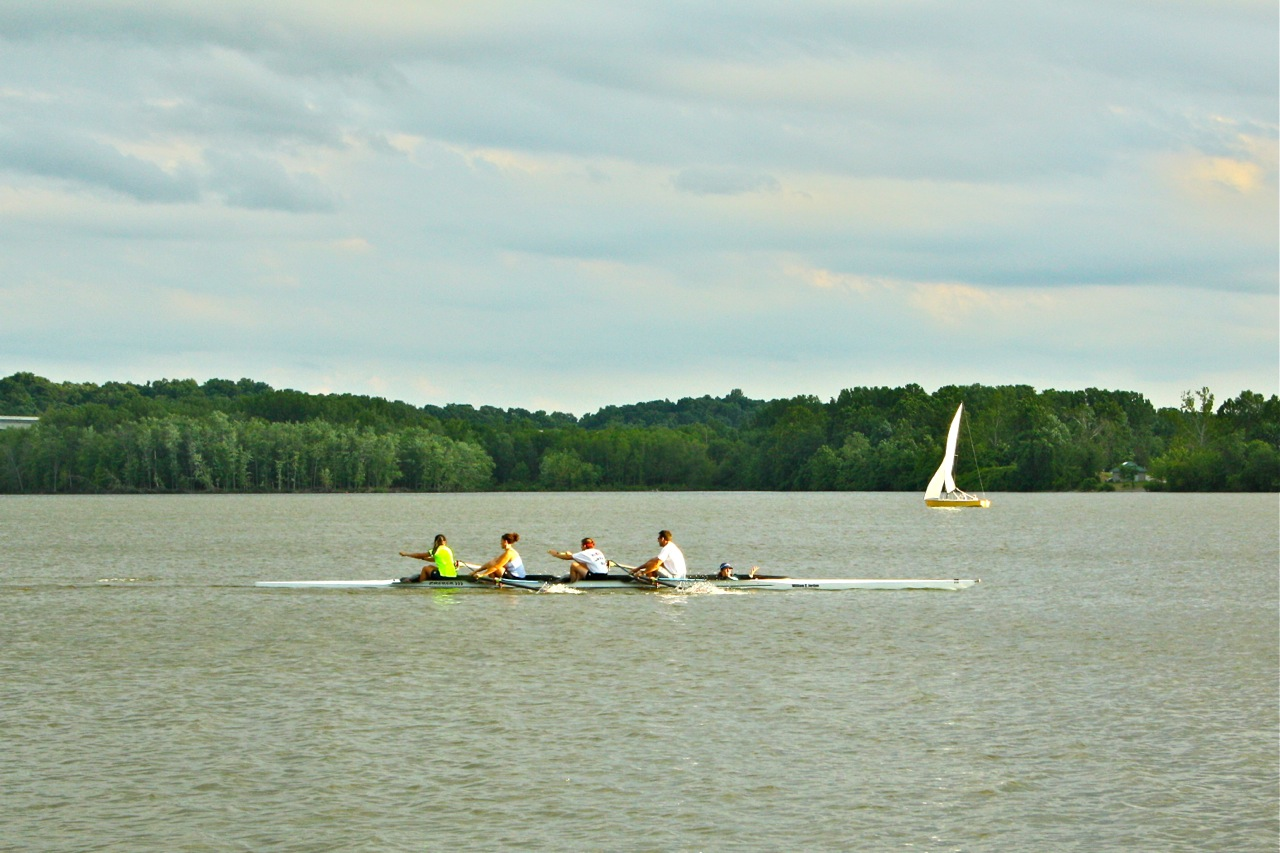
Pratique actuelle de l'aviron.